# Santa Maria de Montlleó
Santa Maria de Montlleó és una església del poble de Montlleó, al municipi de Ribera d'Ondara (Segarra) protegida com a bé cultural d'interès local.

## Descripció
Església situada a l'entrada del poble semiabandonta i presenta notables transformacions que van afectar l'estructura del primitiu temple. Es tracta d'un edifici de planta basilical, de tres naus cobertes amb volta de canó, menys un tram de la nau central que és de volta apuntada. La nau lateral sud està compartimentada per capelles cobertes amb voltes d'aresta. La separació entre les naus queda solucionada per tres arcs formers de mig punt, sustentats per dos pilars cruciformes, que malauradament tan sols es conserven els situats més a ponent. La primitiva capçalera de l'església tenia tres absis semicirculars. L'absis de la nau sud ha desaparegut i només es conserva l'arc presbiteral i les traces del perímetre. L'absis central ha vist alterada la seva estructura primitiva per la construcció d'un nou presbiteri, a principis del segle xx, i l'afegit d'una sagristia, actualment en ruïnes, a la part exterior. L'absis nord fou sobrealçat i només conserva romànica la part baixa del cilindre.
L'edifici presenta dos portes d'accés i que corresponen al temple primitiu. La principal amb estructura d'arc de mig punt i arquivolta, s'obre a la façana de ponent i conserva els batents de fusta amb una decoració feta de ferro forjat. La segona porta se situa a la façana nord i se'ns presenta d'arc de mig punt refós del parament i extradossat a una filada de lloses planes. L'edifici disposa de finestres de doble esqueixada, ambdós absis conservats de l'edifici, així com a la seva façana sud, i d'una obertura, a la façana de ponent. La presència de contraforts a la façana oest i sud de l'edifici, responen a la necessitat de restablir problemes d'estabilitat.
El campanar s'alça a l'extrem de ponent de la nau nord i se'ns presenta en forma de prisma octogonal obert a quatre ulls d'arc de mig punt, amb l'escala d'accés a l'exterior de l'església. El parament exterior és de carreus disposats amb filades a través presentant un treball més acurat als costats sud i oest que a la banda nord on la posició de l'aparell i l'estat d'erosió del mateix li donen un caràcter més primitiu.

## Història
L'església és esmentada com a Monteleo per primera vegada com a part de les parròquies de l bisbat de Vic durant els segles xi i xii, i va formar part d'aquest bisbat fins al 1957, moment en què passà al bisbat de Solsona. Amb el temps va adquirir la categoria de santuari marià i molts pobles hi anaven amb processó. El 2 de juny de 1888, s'hi celebrà la Unitat Catòlicaa la qual van assistir uns 1500 pelegrins. A l'interior s'hi venerava una talla de fusta de la Mare de Déu de Montlleó, que va desaparèixer l'any 1936. Actualment s'hi venera una imatge de terrissa. Aquesta església se'ns presenta molt modificada respecte a l'edifici primitiu, amb constants reformes que n'han desdibuixat l'estructura inicial. Amb tot, l'edifici conserva elements prou significatius per poder afirmar que es va construir al segle xi. Són visibles a la façana nord, seguint formes constructives i ornamentals de l'arquitectura llombarda, i s'acaba al sector sud, al qual es fa servir un aparell més acurat i que manté les lesenes, cap a final del segle xi o principi del segle xii.